# Моленцька Ольга Йосипівна
Ольга Йосипівна Моленцька (до шлюбу Морельовська; нар. 30 червня 1850, смт Козова — 1893, м. Львів) — українська акторка. Дружина Антона Моленцького.

## Життєпис
Батько акторки, багатий міщанин і урядовець, переїхав з родиною до Кросна на Лемківщині, потім до Львова.
Освіту здобула у Львові. Працювала тут 1865—1882 р. у театрі товариства «Руська бесіда».
У 1867—1868, 1876—1880 — у трупах Омеляна Бачинського у м. Кам'янець (нині Кам'янець-Подільський Хмельницької області), 1869—1873 — Антона Моленцького на Поділлі і Київщині, від 1869 — у Галичині, в тому числі в містах Бережани, Бучач, Заліщики, Тернопіль, Чортків.
Від 1889 р. вела власну трупу на Бойківщині та Лемківщині.

## Ролі
- Маруся й Уляна («Маруся» і «Сватання на Гончарівці» Г. Квітки-Основ'яненка),
- Наталка («Наталка Полтавка» І. Котляревського),
- Анна («Ревізор» М. Гоголя),
- Параня («Верховинці» Й. Коженьовського),
- Катерина («Сила любові» В. Шашкевича),
- Знахарка («Підгіряни» І. Гушалевича),
- Настя і Одарка («Бідна Марта» і «Монах» С. Воробкевича) та інші.